# Ватанабэ, Киёми
Киёми Ватанабэ (яп. 渡辺 聖未; род. 25 августа 1996, Себу) — филиппинская дзюдоистка, призёрка Азиатских игр.

## Биография
Родилась в 1996 году в Себу у отца-японца и матери-филиппинки. В возрасте 8 лет переехала в Японию, где выросла и поступила в Университет Васэда. Тем не менее на международных турнирах по дзюдо она выступает за Филиппины.
В 2011 году она стала бронзовой призёркой Игр Юго-Восточной Азии, а в 2013, 2015 и 2017 годах завоёвывала на этих Играх золотые медали. В 2018 году стала серебряной призёркой Азиатских игр.